# Дранка (река)
Дранка — река на северо-востоке полуострова Камчатка.
Длина реки — 94 км, водосборная площадь 2070 км². Протекает по территории Карагинского района Камчатского края. Впадает в Карагинский залив.
Бассейн Дранки граничит на севере с бассейном Зимника, а на юге с бассейном реки Ивашка.
У правого притока реки Дранки — Гильмимильваяма, в 6 км от места их слияния находятся термальные Дранкинские источники.

## Исторические сведения
Происхождение гидронима точно не установлено, предположительно от русск. драный. Корякское название — Утхваям.
В первой половине XVIII века в междуречье Дранки и Ивашки находился корякский острог Хангат, сооружённый для защиты местного населения от набегов чукчей. С 1920-х гг. до середины XX века в низовье Дранки на правом берегу существовало одноимённое село, жители которого были переселены в соседнюю Ивашку.

## Притоки
Объекты перечислены по порядку от устья к истоку.
- 5 км: Зимник
- 13 км: Сухой
- 21 км: река без названия
- 26 км: Фёдоровка
- 27 км: река без названия
- 34 км: река без названия
- 42 км: река без названия
- 48 км: Каменная
- 57 км: Гевыльвэлен
- 68 км: Гильмимильваям

## Данные водного реестра
По данным государственного водного реестра России относится к Анадыро-Колымскому бассейновому округу. Код объекта в государственном водном реестре — 19060000312120000009349.